# Krobia (gemeente)
De gemeente Krobia is een stad- en landgemeente in het Poolse woiwodschap Groot-Polen, in powiat Gostyński.
De zetel van de gemeente is in Krobia.
Op 30 juni 2004 telde de gemeente 12.801 inwoners.

## Oppervlakte gegevens
In 2002 bedroeg de totale oppervlakte van gemeente Krobia 129,59 km², waarvan:
- agrarisch gebied: 87%
- bossen: 4%

De gemeente beslaat 15,99% van de totale oppervlakte van de powiat.

## Demografie
Stand op 30 juni 2004:
| Omschrijving                   | Totaal | Totaal | Vrouwen | Vrouwen | Mannen | Mannen |
| ------------------------------ | ------ | ------ | ------- | ------- | ------ | ------ |
| eenheid                        | aantal | %      | aantal  | %       | aantal | %      |
| inwoners                       | 12 801 | 100    | 6467    | 50,5    | 6334   | 49,5   |
| bevolkingsdichtheid (inw./km²) | 98,8   | 98,8   | 49,9    | 49,9    | 48,9   | 48,9   |

In 2002 bedroeg het gemiddelde inkomen per inwoner 1291,55 zł.

## Administratieve plaatsen (sołectwo)
Bukownica, Chumiętki, Chwałkowo, Ciołkowo, Domachowo, Gogolewo, Grabianowo, Karzec, Kuczyna, Kuczynka, Niepart, Pijanowice, Posadowo, Potarzyca, Przyborowo, Pudliszki, Rogowo, Stara Krobia, Sułkowice, Wymysłowo, Ziemlin, Żychlewo.
Zonder de status sołectwo : Dębina, Florynki.

## Aangrenzende gemeenten
Gostyń, Miejska Górka, Pępowo, Piaski, Poniec